# Pterotaea imperdata
Pterotaea imperdata là một loài bướm đêm trong họ Geometridae.